# Occhio al testimone
Occhio al testimone (Another Stakeout) è un film del 1993 diretto da John Badham, sequel di Sorveglianza... speciale (Stakeout).

## Trama
Luella Delano, una testimone in un processo contro la mafia, è protetta in un luogo segreto, quando un killer uccide molti degli uomini che la sorvegliavano e suo marito. Dopo questo episodio lei scompare: i detective Chris Lecce e Bill Reimers sono chiamati a sorvegliare una casa sul lago dove si ritiene possa nascondersi. A differenza della loro precedente esperienza, questa volta sono accompagnati da Gina Garrett dell'ufficio del procuratore distrettuale che viene con il suo domestico rottweiler Archie. I tre si fingono una famiglia costituita da padre (Lecce), madre (Garret) e figlio (Reimers, costretto perciò a tagliarsi i baffi).
Intanto, Chris capisce che la sua fidanzata Maria lo sta lasciando, a causa del suo lavoro di poliziotto: Maria sta con Chris per sette anni e vorrebbe sposarsi, ma Chris non ne ha intenzione, provenendo da un precedente divorzio. Tuttavia, lui, Bill, e Gina deve continuare con la loro indagine e sorvegliare la casa di Brian e Pam O'Hara per assicurarsi che siano sicuri. Bill si insinua su una notte durante una cena a casa loro per mettere diverse cimici. Le cose prendono una brutta piega quando Bill sviene, colpito dalla stesse Delano che lo scambia per un killer che vuole uccidere lei e gli O'Hara. La Delano decide addirittura di uccidere Bill portandolo al molo, ma Gina e Chris riescono a salvarlo e conducono la testimone dal procuratore.
La Luano chiede al procuratore di poter salutare e rassicurare gli O'Hara: pertanto, scortata dal procuratore stesso, da Gina e dall'FBI, torna alla casa al lago. Ma qui trova ad aspettarla Tony Castellano, il killer della mafia, che con un fucile di precisione colpisce l'intera scorta e lo stesso procuratore, che si rivela corrotto. La Delano riesce a scappare, ma Tony prende in ostaggio Gina, nonostante Chris e Bill siano intervenuti in soccorso. A risolvere la situazione è il cane Archie, che scaraventa Tony Castellano in piscina con Gina: a questo punto i due poliziotti possono colpirlo. Il film si conclude con Chris che torna nel suo appartamento per dire addio a Maria, ma quest'ultima decide di sposarlo.